# Byrd-Canyon
Koordinaten: 75° 30′ S, 157° 15′ W
Der Byrd-Canyon ist ein Tiefseegraben vor der Saunders-Küste des westantarktischen Marie-Byrd-Lands.
Der Name dieses Grabens findet sich im Datensatz der General Bathymetric Chart of the Oceans in der Ausgabe 5.18. Die Benennung wurde im Juni 1988 durch das Advisory Committee on Undersea Features (ACUF) anerkannt. Namensgeber ist der US-amerikanische Polarforscher Richard Evelyn Byrd (1888–1957). Tiefenmessungen im Jahr 2004 kommen jedoch zum Ergebnis, dass dieser Graben nicht existiert.